# Hiranyapalli, Chintamani
Hiranyapalli là một làng thuộc tehsil Chintamani, huyện Chikkaballapur, bang Karnataka, Ấn Độ.